# Urophyllum lasiocarpum
Urophyllum lasiocarpum är en måreväxtart som beskrevs av Henry Nicholas Ridley. Urophyllum lasiocarpum ingår i släktet Urophyllum och familjen måreväxter. Inga underarter finns listade i Catalogue of Life.